# Bokomat

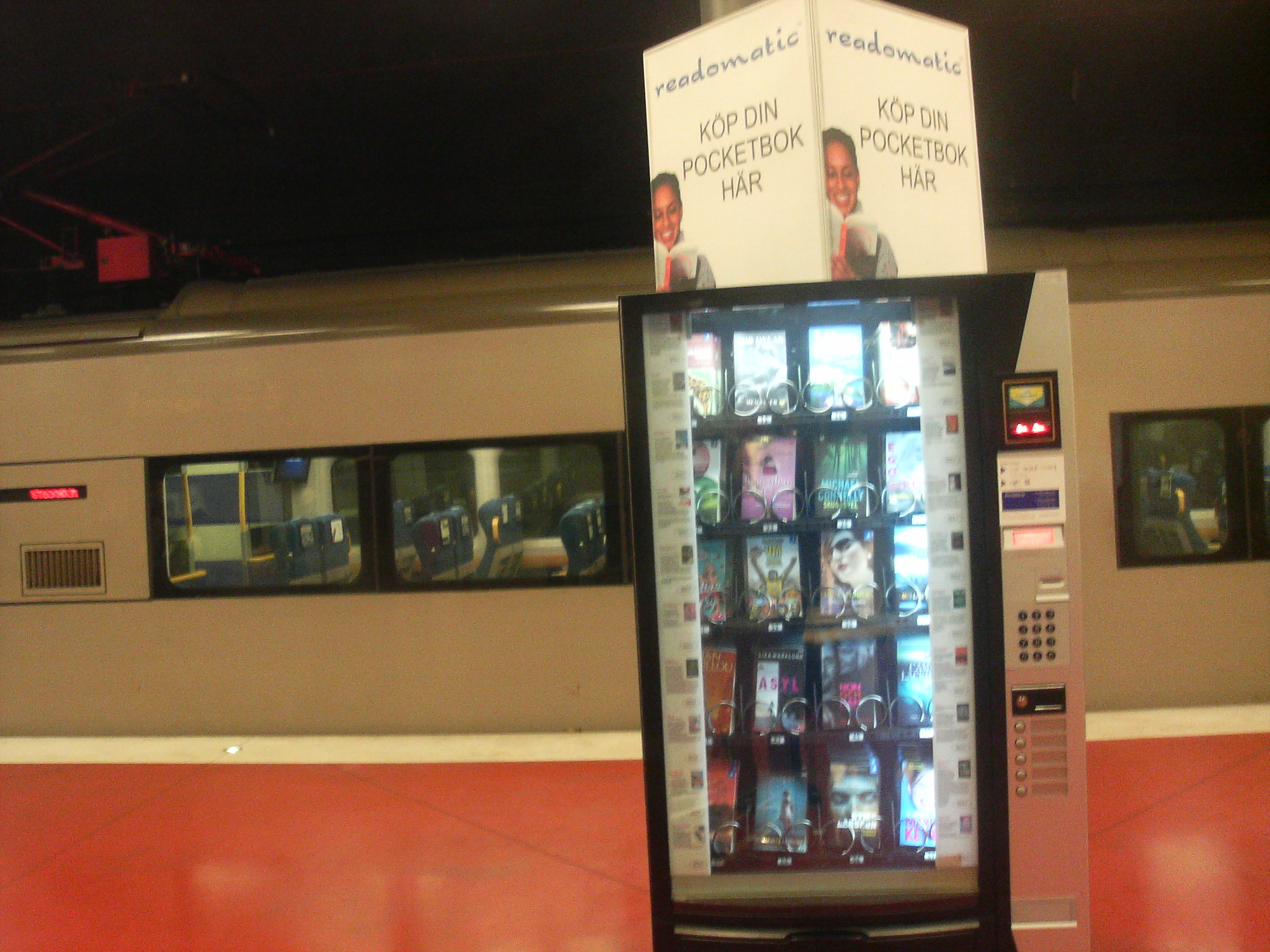
En bokomat på Arlanda där man kan köpa pocketböcker.

En bokomat, bokautomat eller bibliomat är en automat som gör det möjligt att låna eller köpa böcker dygnet runt. Den första bokomaten i Sverige öppnades vid Lidingö stadsbibliotek i november 2004. En bokomat för låneböcker påminner om en vanlig uttagsautomat. En bokomat för försäljning av böcker, även kallad readomat, påminner mer om andra varuautomater. Sveriges två första readomater placerades på Cityterminalen och Stockholm Arlanda Airport i juni 2006.
Företaget Distec AB tillverkar bokomater för låneböcker. Företaget Readomatic och grundaren Johan Norman skapade idén till readomaten.
En känd bokomat, Biblio-Mat, finns sedan 2012 i Toronto, Kanada utanför bokaffären The Monkey's Paw. Denna bokomat skiljer sig från andra bokomater, då boken man får är slumpmässigt utvald. Priset för en bok var 2025 $5.